# Sami Al-Husaini
Sami Mohamed Saeed Al-Husaini (arab. سامي محمد سعيد الحسيني; ur. 29 września 1989 w Manamie) – bahrajński piłkarz grający na pozycji obrońcy. Od 2015 jest zawodnikiem klubu East Riffa Club.

## Kariera piłkarska
Swoją karierę piłkarską Al-Husaini rozpoczął w klubie East Riffa Club, w którym w 2010 roku zadebiutował w drugiej lidze bahrajńskiej. W 2011 roku przeszedł do Busaiteen Club. W sezonie 2012/2013 wywalczył z nim mistrzostwo Bahrajnu. W 2015 wrócił do East Riffa Club.

## Kariera reprezentacyjna
W reprezentacji Bahrajnu Al-Husaini zadebiutował 4 listopada 2011 w wygranym 1:0 towarzyskim meczu z Kuwejtem. W 2015 roku został powołany do kadry na Puchar Azji 2015, a w 2019 na Puchar Azji 2019.